# Carla Morrison
Carla Patricia Morrison Flores (Tecate, 19 de julho de 1986) é uma cantora e compositora mexicana.